# Johann Piccart
Johann Piccart oder Piccard (auch Johannes Piccart; * 1540 in Bamberg; † 28. September 1584 in Altdorf bei Nürnberg)  war ein deutscher lutherischer Theologe und Geistlicher.

## Leben
Piccart kam nach Nürnberg und absolvierte dort die Schulen. Aufgrund der Unterstützung durch Nürnberger Bürger konnte er ab 1559 die Universität Wittenberg besuchen. Dort erhielt er 1565 den Magistergrad, bevor er 1566 Lehrer in Neumarkt in der Oberpfalz wurde. Später kam er als Lehrer an die Sebaldusschule in Nürnberg. Ab 1574 war er zugleich Diaconus an St. Sebald und Prediger an der Barfüßerkirche. Er erarbeitete sich einen guten Ruf, sodass er bei Eröffnung des Gymnasiums in Altdorf 1575 die erste Professur der Theologie erhielt. Zugleich war er Prorektor des Gymnasiums. Deshalb leitete er das Gymnasium nach dem Tod von Valentin Erythräus, bevor Johann Thomas Freigius die Leitung übernahm. Außerdem erhielt Piccart das Amt des Pastors von Altdorf.
Piccart erhielt 1580, bei der Erhebung des Gymnasiums zur Akademie Altdorf die Professur der Katechetik. 1583 wurde ihm als einem der ersten eine ordentliche Professur übertragen.
Der Altdorfer Gelehrte Michael Piccart war sein Sohn.

## Werke (Auswahl)
- Predigt über die Worte Petri Matth. 16. Du bist Christus, Altdorf 1575.
- Beteiligt an: Introdvctio Novæ Scholæ Aldorfianæ Noribergensivm, Gerlach, Nürnberg 1576.
- Programma lectionibus theol. primis eodem anno a. d. XII Kal.  Sept. praemissum.
- Commonefactio de: studiis theologicis publice recitata in Gymnasio Altdorpiano.